# Гравиньи
Гравиньи (фр. Gravigny) — город на севере Франции, регион Нормандия, департамент Эр, округ Эврё, кантон Эврё-2. Пригород Эврё, примыкает к нему с северо-востока, на правом берегу реки Итон. Через территорию коммуны проходит автомагистраль N154.
Население (2018) — 3 967 человек.

## Достопримечательности
- Лечебница Святого Николая ― лепрозорий, основанный в XII веке
- Церковь Сен-Сюльпис XVI века

## Экономика
Структура занятости населения:
- сельское хозяйство — 0,8 %
- промышленность — 13,0 %
- строительство — 8,3 %
- торговля, транспорт и сфера услуг — 53,9 %
- государственные и муниципальные службы — 24,1 %

Уровень безработицы (2017) — 14,2 % (Франция в целом — 13,4 %, департамент Эр — 13,4 %). 

Среднегодовой доход на 1 человека, евро (2018) — 20 480 (Франция в целом — 21 730, департамент Эр — 21 700).

## Демография
Динамика численности населения, чел.

## Администрация
Пост мэра Гравиньи с 2020 года занимает коммунист Дидье Крето (Didier Cretot). На муниципальных выборах 2020 года возглавляемый им левый список победил в 1-м туре, получив 56,99 % голосов. 
| Период | Период | Фамилия        | Партия                  | Примечания |
| ------ | ------ | -------------- | ----------------------- | ---------- |
| 1959   | 1977   | Гастон Журдон  |                         |            |
| 1977   | 1998   | Жан Шампьон    | Коммунистическая партия |            |
| 1998   | 2020   | Франсуа Гантье | Коммунистическая партия |            |
| 2020   |        | Дидье Крето    | Коммунистическая партия |            |